# Carulaspis minima
Carulaspis minima Borchsenius, 1949 é uma espécie de insecto sugador (Coccoidea) da família Diaspididae que ataca diversas espécies de plantas gimnospérmicas, sendo uma espécie invasora em diversas regiões subtropicais e temperadas.